# Nikki Hamblin
Nikki Jayne Hamblin (Dorchester, 20 maggio 1988) è una mezzofondista neozelandese.

## Palmarès
| Anno | Manifestazione          | Sede           | Evento       | Risultato | Prestazione | Note                                     |
| ---- | ----------------------- | -------------- | ------------ | --------- | ----------- | ---------------------------------------- |
| 2009 | Mondiali                | Berlino        | 800 m piani  | Batteria  | 2'31"94     |                                          |
| 2009 | Mondiali                | Berlino        | 1500 m piani | Batteria  | 4'10"96     |                                          |
| 2010 | Giochi del Commonwealth | Delhi          | 800 m piani  | Argento   | 2'00"05     |                                          |
| 2010 | Giochi del Commonwealth | Delhi          | 1500 m piani | Argento   | 4'05"97     |                                          |
| 2011 | Mondiali                | Taegu          | 800 m piani  | Batteria  | 2'02"87     |                                          |
| 2011 | Mondiali                | Taegu          | 1500 m piani | Batteria  | 4'36"70     |                                          |
| 2014 | Giochi del Commonwealth | Glasgow        | 800 m piani  | 7ª        | 2'02"43     | Miglior prestazione personale stagionale |
| 2014 | Giochi del Commonwealth | Glasgow        | 1500 m piani | 5ª        | 4'10"77     |                                          |
| 2015 | Universiadi             | Gwangju        | 1500 m piani | Finale    | dns         |                                          |
| 2015 | Mondiali                | Pechino        | 1500 m piani | Batteria  | 4'16"65     |                                          |
| 2015 | Mondiali                | Pechino        | 5000 m piani | Batteria  | dnf         |                                          |
| 2016 | Giochi olimpici         | Rio de Janeiro | 1500 m piani | Batteria  | 4'11"88     |                                          |
| 2016 | Giochi olimpici         | Rio de Janeiro | 5000 m piani | 17ª       | 16'14"24    |                                          |